# Antrocephalus cariniceps
Antrocephalus cariniceps är en stekelart som först beskrevs av Cameron 1911.  Antrocephalus cariniceps ingår i släktet Antrocephalus och familjen bredlårsteklar. Inga underarter finns listade i Catalogue of Life.